# Fienerode
Fienerode ist eine Ortschaft der Stadt Genthin im Landkreis Jerichower Land. Ortsbürgermeister ist Ottmar Rostkovius.

## Geographie
Nördlich von Fienerode liegt die Stadt Genthin. Im Westen, außerhalb des Ortes, verläuft die Bundesstraße 107 von Genthin nach Ziesar. Die nächstgelegene Autobahnanschlussstelle ist die Abfahrt Schopsdorf/Ziesar an der A 2.

## Geschichte
Fienerode wurde 1776 als königliches Domänengut gegründet. Zu den ersten Kolonisten gehörten viele aus dem Dienst entlassene Soldaten. Zu den Haupteinnahmequellen der Anfangszeit gehörte der Torfabbau. Außer dem Torfabbau betrieben die Bewohner vor allem die Torfschifffahrt. Der Torf wurde mit Handkähnen auf dem 7,5 km langen Torfschifffahrtskanal zur Torfablage nach Genthin gebracht. Dort wurde er in Schiffe des Plauer Kanals verladen und zur Saline nach Schönebeck gebracht. Für die Torfschifffahrt wurden im Fiener über 70 Wasserbauwerke errichtet, davon kann die Sandforthschleuse bei Mützel heute als technisches Denkmal betrachtet werden. Der Torfabbau endete um 1890. Umfangreiche Meliorationen machten aus dem Fiener Bruch eine Kulturlandschaft auf der 1862 die Moordammkultur eingeführt wurde, auf den saftigen Weideflächen wird bis heute eine intensive Viehwirtschaft betrieben.
Am 20. Juli 1950 wurde die bis dahin eigenständige Gemeinde Fienerode nach Genthin eingemeindet.